# ファチャン島
ファチャン島（ファチャンド、朝: 화창도）は、大韓民国忠清南道泰安郡所遠面波濤里に属する島で、コッ島（コット、朝: 곳도）とも呼ばれている。